# 4371 Fyodorov
4371 Fyodorov este un asteroid din centura principală, descoperit pe 10 aprilie 1983 de Liudmila Cernîh.